# Route nationale 441
Die Route nationale 441, kurz N 441 oder RN 441, ist eine französische Nationalstraße, die 1933 zwischen Méry-sur-Seine und Lesmont festgelegt wurde.
1973 erfolgte die Abstufung der ersten Führung. Mittlerweile wird die Nummer wieder verwendet für eine von Süd nach Nord parallel zur A6 als Einbahnstraße verlaufende Anschlussstraße der A6 zwischen Évry und Ris-Orangis verwendet. Die N440 verläuft dazu in Gegenrichtung.

## Streckenverlauf
| Position | höchste zulässige Gesamtgeschwindigkeit | Fahrbahnen | Abschnitt            | Längengrad | Breitengrad |
| -------- | --------------------------------------- | ---------- | -------------------- | ---------- | ----------- |
| 1        | 90                                      | 1 (2)      | A 6                  | 48.6335    | 2.4045      |
| 2        | 90                                      | 1 (2)      | A 6N104 - N440/N-449 | 48.6357    | 2.4013      |
| 3        | 110                                     | 1 (2)      |                      | 48.6373    | 2.3986      |
| 4        | 110                                     | 1 (2)      | A 6                  | 48.6390    | 2.3960      |
| 5        | 90                                      | 1 (2)      |                      | 48.6413    | 2.3939      |
| 6        | 90                                      | 1 (2)      |                      | 48.6500    | 2.3879      |